# Filmski Grad
Filmski Grad (in serbo Филмски Град?) è un quartiere urbano della capitale serba di Belgrado. Si trova nel comune di Čukarica a Belgrado.

## Posizione
Filmski Grad è un piccolo quartiere (in realtà è un sottoquartiere di Košutnjak), composto da diverse strade, situato lungo il lato destro della via Kneza Višeslava, tra il parco Košutnjak a nord e ad est, Skojevsko Naselje a sud e Cerak-Cerak Vinogradi a ovest.

## Caratteristiche
Qui si trovano gli studi Košutnjak dell'emittente nazionale serba RTS, nonché un grande studio cinematografico della compagnia cinematografica Avala Film, che ha dato il nome all'intero quartiere (Filmski Grad in serbo significa città del cinema).
Nel quartiere non c'è né un mercato, né scuola e nemmeno un centro sanitario. Le scuole e i centri sanitari più vicini si trovano nei quartieri di Cerak Vinogradi e nella parte centrale di Žarkovo.
Il quartiere è uno dei più rinomati della città e in esso risiedono svariati personaggi famosi serbi. La popolazione totale del sottoquartiere di Košutnjak ammonta a circa 6 000 abitanti.

## Storia
Mitra Mitrović Đilas, ministro serbo dell'Istruzione, convocò l'ufficiale di collegamento dell'esercito jugoslavo Dejan Obradović nel 1945 e gli comunicò che era stato selezionato per organizzare la produzione cinematografica dello Stato. Dopo aver risposto che non ne sapeva nulla, Mitrović Đilas disse che quello era proprio il motivo per cui era stato scelto e gli fornì un elenco di compiti. Il primo compito fu quello di scegliere una località di Belgrado come "città del cinema". Obradović lasciò la riunione senza sapere cosa fosse realmente una "città del cinema".
Sette giorni dopo, Milovan Đilas, all'epoca marito della Mitrović e uno dei più alti funzionari statali, chiamò Obradović e gli chiese informazioni sul luogo scelto, perché doveva fornire l'informazione al Comitato centrale. Quando scoprì che Obradović non l'aveva ancora scelto, lo caricò su una jeep e trascorsero l'intera giornata attraversando la città. Alla fine, agitato, Đilas parcheggiò a Košutnjak, vicino al bosco lungo la strada, e disse a Obradović: "Non ho più tempo. Devo andare. E tu lì puoi costruire quella tua città del cinema". Conosciuto come Avala Film, Filmski Grad o semplicemente Košutnjak, lo studio cinematografico è stato il primo del suo genere in Serbia e Jugoslavia, mentre Obradović venne nominato direttore della compagnia cinematografica "Jugoslavija Film".

## Trasporti
Il quartiere è raggiungibile con le seguenti linee di trasporto pubblico (GSP):
- Linea 23: Vidikovac - Karaburma 2;[2]
- Linea 37: Pančevački Most - Kneževac;[3]
- Linea 50:  Banovo Brdo - Ustanička;[4]
- Linea 52: Cerak Vinogradi - Zeleni Venac;[5]
- Linea 53: Vidikovac - Zeleni Venac;[6]
- Linea 57: Banovo Brdo - Naselje Golf - Banovo Brdo;[7]
- Linea 89: Novi Beograd/Blok 72 — Vidikovac;[8]